# Liste des évêques de Toulon
La liste des évêques de Toulon recense le nom des évêques qui se sont succédé sur le siège du diocèse de Toulon, dans l'actuel département du Var, en France. Toulon était le siège de l'évêché.
Fondé au Ve siècle, l'évêché est supprimé lors du Concordat de 1801. Par décret consistorial du 28 septembre 1852, les évêques de Fréjus sont autorisés à adjoindre à leur titre celui de l'évêché de Toulon. Ce décret fut reçu par décret présidentiel du 22 janvier 1853.

## Les évêques par période

### Haut Moyen Âge
- entre 441 et 450 : Augustal (Augustalis), assiste aux conciles d'Orange (441) et de Vaison (442)[b 1].

Lors du concile de Vaison, il est présenté comme loco Telonensi Agustales episcopus, c'est-à-dire évêque non pas d'une cité, mais d'un lieu. Probablement mort à Arles en 450.
- vers 451 : Honoratus (non mentionné par Duchesne).

Longtemps considéré comme le premier évêque, signataire d'une lettre à destination du pape Léon, en 451.
- mort vers 472 : Saint Gratien (non mentionné par Duchesne).

Non confirmé par l'ensemble des historiens.
- vers 524-vers 549 : saint Cyprien (Cyprianus), assiste aux synodes provinciaux (entre 524 et 533) et au concile d'Orléans (541)[b 2].

Devenu le saint Patron de la ville.
- vers549-vers 554 : Palais (Palladius), assiste au concile d'Orléans (549) et à un synode provincial (554)[b 2].
- vers 573-vers 585 : Desiderius, assiste au 4e concile de Paris (573) et il se fait représenter au Second concile de Mâcon (585)[b 2].
- vers 601 : Mennas, reçoit une lettre, en 601, de Grégoire le Grand[b 2].
- vers 614 : Hiltigisus (de Tholosa ?), non mentionné par Duchesne.
- vers 636 : Marius, auteur du privilège de Rebais en 636[b 2].
- vers 680 : Taurinus, participe au concile de Rome (680), non mentionné par Duchesne.
- Gandalmarus, non mentionné par Duchesne.
- vers 879 : Eustorgius, présent au concile de Mantaille (879)[b 2].
- vers 899 : Armodus, l'un des consécrateurs de l'archevêque de Vienne, Rainfroi (Raganfredus)[b 2].

### Bas Moyen Âge
- 1020-1050 : Déodat (Deodatus), ancien chanoine de Marseille[2]
- 25 janvier 1055-1086 : Guillaume Ier Centulli, ancien chanoine de Marseille
- 1096-1110 : Ariminus ou Aiminus
- 1117-septembre 1165 : Guillaume II
- 1168-1183 : Pierre Ier Isnard, ancien chanoine d’Arles, puis archevêque d'Arles (1183-1190); il meurt à la fin novembre 1190.
- 1183-1201 : Desiderius
- vers 1201 : Ponce Ier Rausianus
- ? Guillaume III de Soliers
- 1212-1223 : Stephanus
- 1223-1232 : Jean Ier des Baux, dit Jean Baussan
- 1234-vers 1257 : Rostaing
- 1257-vers 1266 : Bertrand (?)
- 1266-1277 : Gauthier/Gautier (Gualterus) Gaufredi/Gaufridy
- 17 mai 1279-1289 : Jean II Silvestre
- 1293-1311 : Raymond Ier de Rostaing
- 1314-vers 1317 : Ponce II
- 1317-septembre 1323 : Elzéar de Glandevès
- 1324-1325 : Hugues Ier
- 1325-1326 : Pierre II de Guillaume
- 1328-1329 : Fulco
- 1329-1345 : Jacques Ier de Corvo
- 9 décembre 1345-1357 : Hugues II Le Baille
- 1er avril 1357-1358 : Pierre III
- 1358-novembre 1364 : Raymond II de Daron
- 1364-septembre 1368 : Guillaume IV de la Voute
- 1368-1380 : Jean III Stephani de Girbioto
- 1395-4 ou 5 septembre 1402 : Pierre IV de Marville
- 1403-1409 : Jean IV
- 13 février 1411-27 juillet 1427 : Vital Valentin (Vitalis Valentini)
- 1428-1434 : Nicolas Ier Draconich
- 1437-1454 : Jean V Gombard
- 1454-1483 : Jean VI Huet
- 1487-1497 : Jean VII le Bigre

### Temps modernes
- 1497-1498 : en commende, le  cardinal Guillaume V Briçonnet, qui occupe les sièges de Reims puis de Narbonne et Palestrina.
- 1498-1516 : Dionysos ou Denis Briçonnet, son fils
- 1516 : Nicolas (ou Niccolò) II Fieschi
- 1516-3 septembre 1518 : Philos Roverella
- 3 septembre 1518-1524 : Nicolas (ou Niccolò) II Fieschi, pour la seconde fois.
- 22 juillet 1524-1548 : cardinal Agostino Ier Trivulzio (Augustin ou Auguste Trivulce, selon la dénomination française).
- 1548-1559 : cardinal (1557) Antonio Trivulzio (Antoine Trivulce, selon la dénomination française).
- vers 1560-1566 : Girolamo della Rovere (Jérôme de La Rovère, selon la dénomination française). Sera cardinal en 1586.
- 1566-1571 : Thomas Jacomel
- 1571-février 1588 : Guillaume VI Le Blanc
- 1588-1599 : siège vacant
- 1599-2 mai 1626 : Gilles de Seytres ou de Septres
- 1628-1639 : Auguste II de Forbin
- 6 mai 1640-1659 : Jacques II Danes de Marly
- 12 janvier 1659-5 décembre 1662 : Pierre V Pingré
- 1664-29 avril 1675 : Louis Ier de Forbin d'Oppède
- septembre 1675-15 novembre 1682 : Jean VIII de Vintimille du Luc, auparavant évêque de Digne (1669-1675).
- 1684-1712 : Armand-Louis Bonnin de Chalucet
- 15 août 1712-12 septembre 1737 : Louis de La Tour du Pin de Montauban
- 1737-16 avril 1759 : Louis-Albert Joly de Choin
- 12 septembre 1759-1786 : Alexandre de Lascaris de Vintimille
- 13 août 1786-1801 : Elléon de Castellane-Mazaugues, dernier évêque avant la suppression du siège par le concordat de 1801.

Dans les années 1760-1780, l'évêché de Toulon était taxé 400 florins par la cour de Rome, et son revenu était de 15 000 livres provenant de 20 cures.

### Fastes épiscopaux de l'ancienne Gaule(1907)
1. ↑  Duchesne, 1907, p. 277 (lire en ligne).
2. 1 2 3 4 5 6 7  Duchesne, 1907, p. 278 (lire en ligne).

### Autres références
1. 1 2 3 4 5 6  Gabriel Jauffret, Tony Marmottans, Ça s'est passé à Toulon et en pays varois (4), FeniXX réédition numérique, 1999, 203 p. (ISBN 978-2-40207-040-9), p. 11-13.
2. ↑  Florian Mazel, La noblesse et l'Eglise en Provence fin Xe-début XIVe siècle. L'exemple des familles d'Agoult-Simiane, de Baux et de Marseille, Paris, CTHS, 2002, 803 p., p. 75
3. ↑  Le clergé - liste des archevêchés et évêchés dans Almanach royal, pour l'année 1780. Laurent d'Houry. p. 63. Indique aussi le montant de la taxe pour la cour de Rome et le revenu pour chaque évêché et archevêché, ainsi que le nombre de cures qui sont la source de ces revenus.